# Точка росы углеводородов
Точка росы углеводородов (англ. hydrocarbon dew point HCDP) — температура (при заданном давлении), при которой углеводородные компоненты смеси газов (например, природного газа), начинают конденсироваться из газовой фазы.
По отношению к природному газу термин может применяться в формулировке точка росы по углеводородам (или температура точки росы по углеводородам - ТТРу). Является одним из важных параметров качества газа, наряду с точкой росы по водной (неуглеводородной) фазе (она же температура точки росы по воде - ТТРв). Применяется по всей цепочке поставок природного газа, от производителя до конечного потребителя.

## Критическая температура конденсации
Критическая температура конденсации (крикондентерма) — максимальная температура, при которой возможно образование жидкой фазы при изменении давления. Выше этой температуры вещество или смесь может существовать только в газообразной форме независимо от давления.

## Методы определения ТТРу
ТТРу можно определить теоретически или экспериментально.

### Теоретические методы определения ТТРу
Теоретические методы используют анализ компонентов газовой смеси (обычно с помощью газового хроматографа — ГХ), с последующим вычислением точки росы при заданном давлении с использованием уравнения состояния. Наибольшее распространение в газовой промышленности получили уравнения Пенга — Робинсона и Редлиха — Квонга — Соаве.
Существенным преимуществом использования теоретических моделей является то, что ТТРу при нескольких давлениях (а также крикондентермах) может быть определена из одного анализа. 
Однако в теоретические расчёты ТТРу с использованием ГХ-анализа может вкрасться ошибка. Существует четыре основных источника таких ошибок:
- Ошибки выборки. Трубопроводы работают при высоком давлении. Для анализа с помощью полевого ГХ, давление должно быть понижено почти до атмосферного. В процессе снижения давления, некоторые из более тяжелых компонентов могут выпадать, в частности, если снижение давления происходит в ретроградной области. Таким образом, газ в ГХ отличается от фактического газа в трубопроводе.
- Ошибки анализа компонентов газовой смеси. При идеальных условиях и частой калибровке ГХ допускает примерно ~ 2 % отклонения результатов анализа каждого анализируемого газа.
- Ошибки калибровки. Перед анализом ГХ должен быть откалиброван на калибровочном газе.
- Ошибки уравнения состояния. Различные модели расчёта ТТРу выдают несколько отличающиеся результаты при различных режимах давления и газового состава. Иногда значительные расхождения в расчётах возникают исключительно из-за выбора уравнения состояния.[3]

### Экспериментальные методы определения ТТРу
Суть экспериментальных методов заключается в постепенном охлаждении поверхности, на которой конденсируется газ, с последующим измерением температуры, при которой происходит конденсация. Как правило, определённая с помощью экспериментальных методов ТТРу ниже, чем рассчитанная с использованием теоретических методов.
Экспериментальные системы можно разделить на ручные и автоматизированные.
Ручные системы сильно зависят от умения оператора вручную медленно охладить зеркало и визуально обнаружить начало конденсации. 
Автоматизированные методы используют автоматические системы охлаждения зеркала и датчики для измерения количества света, отраженного от зеркала, с помощью которых фиксируется момент начала конденсации.
Среди автоматизированных методов следует выделить лазерно-интерференционный метод измерения точки росы.
Аналогично ГХ-анализу, при применении экспериментального метода возможны ошибки.
Ошибка момента обнаружения конденсации. Зависит от скорости охлаждения зеркала, и от того, что, к тому времени, когда конденсата накапливается достаточно для того, чтобы он был видим, точка росы уже пройдена. Кроме того, оператор может зафиксировать не ТТРу, а ТТРв.
Применение автоматических устройств охлаждения зеркал обеспечивает значительно более точные результаты, но в эти измерения могут вкрасться ошибки из-за загрязнения зеркала. Для исключения таких ошибок применяют систему фильтрации анализированного газа, которая, в свою очередь, сама может служить источником ошибок из-за изменения ею состава газа.
С целью избежания этих ошибок применяются методы определения ТТРу при помощи спектроскопии и лазерной интерферометрии.
Экспериментальные методы определяют ТТРу только при заданном давлении.